# Papestra farkasii
Papestra farkasii là một loài bướm đêm trong họ Noctuidae.